# Lozno-Oleksandrivka
Lozno-Oleksandrivka (în ucraineană Лозно-Олександрівка) este o așezare de tip urban din raionul Bilokurakîne, regiunea Luhansk, Ucraina. În afara localității principale, mai cuprinde și satele Oleksapil și Petrivka.

## Demografie
Componența lingvistică a așezării de tip urban Lozno-Oleksandrivka
     Ucraineană (93,65%)
     Rusă (6,27%)
Conform recensământului din 2001, majoritatea populației așezării de tip urban Lozno-Oleksandrivka era vorbitoare de ucraineană (93,65%), existând în minoritate și vorbitori de rusă (6,27%).